# Cápri
Cápri (em italiano: Capri) é uma ilha italiana situada no golfo de Nápoles, na região da Campânia, no mar Tirreno, a poucos quilômetros do continente.
A ilha tem uma área de cerca de 10,36 km², a maior elevação da ilha é o monte Solaro (589 m).

## Comunas
A ilha é dividida em 2 comunas:
- Cápri
- Anacapri